# CSI: Crime Scene Investigation (15.ª temporada)
Em 13 de Março de 2014, CSI foi renovada para sua 15ª temporada.
A 15ª temporada de CSI estreou em 28 de setembro de 2014 e acabará em 2015. No Brasil, estreou no dia 15 de outubro de 2014, sendo transmitida pelo Canal AXN.
Em 24 de Março de 2014, foi anunciado que Paul Guilfoyle, o Capitão Jim Brass, deixaria a série no final da 14ª temporada e não retornaria para a 15ª. Em 24 de Novembro de 2014, o site TV Guide divulgou que George Eads, intérprete de Nick Stokes, deixaria a série ao fim desta temporada.
Em 15 de Fevereiro de 2015, o último episódio da 15ª temporada foi ao ar nos EUA. Esse também foi o último episódio de George Eads como Nick Stokes no elenco principal.

## Elenco
| Personagem          | Intérprete        | Elenco principal  | Elenco Recorrente |
| ------------------- | ----------------- | ----------------- | ----------------- |
| D.B. Russell        | Ted Danson        | Temporada inteira | —                 |
| Julie "Finn" Finlay | Elisabeth Shue    | Temporada inteira | —                 |
| Nick Stokes         | George Eads       | Temporada Inteira | —                 |
| Sara Sidle          | Jorja Fox         | Temporada Inteira | —                 |
| Greg Sanders        | Eric Szmanda      | Temporada inteira | —                 |
| Albert Robbins      | Robert David Hall | Temporada inteira | —                 |
| David Hodges        | Wallace Langham   | Temporada inteira | —                 |
| David Phillips      | David Berman      | Temporada inteira | —                 |
| Morgan Brody        | Elisabeth Harnois | Temporada inteira | —                 |
| Henry Andrews       | Jon Wellner       | Temporada inteira | —                 |
| Oficial Mitchell    | Larry Mitchell    | —                 | Temporada Inteira |
| Det. Kevin Crawford | Alimi Ballard     | —                 | Temporada Inteira |
| Conrad Ecklie       | Marc Vann         | —                 | Temporada Inteira |

## Episódios
| # S | # T | Título                                            | Dirigido por    | Escrito por                      | Exibição original       |
| --- | --- | ------------------------------------------------- | --------------- | -------------------------------- | ----------------------- |
| 318 | 1   | "The CSI Effect (O Efeito CSI)"                   | Alec Smight     | Christopher Barbour e Don McGill | 28 de setembro de 2014  |
| Finlay tem de lidar com uma bomba colocada em seu carro, enquanto Russell recebe um telefonema de alguém dizendo ser o Gig Harbor Killer. Convidados especiais: Mark-Paul Gosselaar como os gêmeos Jared Briscoe e Paul Winthrop e Mark Valley como Daniel Shaw.                                                                     |     |                                                   |                 |                                  |                         |
| 319 | 2   | "Buzz Kill (Estraga Prazeres)"                    | Frank Waldeck   | Andrew Dettmann                  | 5 de outubro de 2014    |
| Os CSIs investigam um assalto e um tiroteio fatal em uma loja de maconha medicinal, que envolve o sequestro de uma família. |     |                                                   |                 |                                  |                         |
| 320 | 3   | "Bad Blood (Sangue Ruim)"                         | Louis Milito    | Tom Mularz                       | 12 de outubro de 2014   |
| Sara e Greg são colocados em quarentena após responderem a um chamado em uma cena de crime sem saber que ela está contaminada com um agente patogênico mortal. |     |                                                   |                 |                                  |                         |
| 321 | 4   | "The Book of Shadows (O Livro das Sombras)"       | Brad Tanenbaum  | Gavin Harris                     | 19 de outubro de 2014   |
| A equipe de CSI suspeita de um crime quando um experimento científico de um professor de química dá errado. Convidados especiais: Marissa Jaret Winokur como Dawn Meadows, Skipp Sudduth como Ed Lusk e Bella Thorne como Hannah Hunt.                                                                                               |     |                                                   |                 |                                  |                         |
| 322 | 5   | "Girls Gone Wilder (Garotas Mais Descontroladas)" | Frank Waldeck   | Melissa R. Byer e Treena Hancock | 9 de novembro de 2014   |
| Morgan, Sidle e Finlay tentam relaxar em uma conferência forense quando um tiroteio em massa ocorre no local. |     |                                                   |                 |                                  |                         |
| 323 | 6   | "The Twin Paradox (O Paradoxo dos Gêmeos)"        | Phil Conserva   | Christopher Barbour              | 16 de novembro de 2014  |
| A equipe CSI fica frustrada quando outra vítima surge e todas as evidências apontam para o Gig Harbor Killer. Convidados especiais: Mark-Paul Gosselaar como os gêmeos Jared Briscoe e Paul Winthrop, Mark Valley como Daniel Shaw e Patricia Arquette como Avery Ryan (não creditada).                                              |     |                                                   |                 |                                  |                         |
| 324 | 7   | "Road to Recovery (Caminho para a Recuperação)"   | Alec Smight     | Andrew Dettmann                  | 23 de novembro de 2014  |
| Os CSIs investigam a morte de uma mulher cheia de álcool e drogas em uma piscina de uma clínica de reabilitação. Convidados especiais: Marc Blucas como Adam King, Greg Grunberg como Len Bryant e Merrin Dungey como Twyla Owen. |     |                                                   |                 |                                  |                         |
| 325 | 8   | "Rubbery Homicide (Homicídio Emborrachado)"       | Louis Milito    | Tom Mularz                       | 30 de novembro de 2014  |
| Quando um homem fantasiado é esfaqueado em um beco, a equipe CSI é chamada para investigar e entra no bizarro mundo de "bonecas de borracha". |     |                                                   |                 |                                  |                         |
| 326 | 9   | "Let's Make a Deal (Vamos Fazer um Acordo)"       | Brad Tanenbaum  | Elizabeth Devine                 | 7 de dezembro de 2014   |
| Os CSIs investigam um assassinato na prisão de Clark County, depois que um detento se depara com um corpo enquanto fugia de policiais. |     |                                                   |                 |                                  |                         |
| 327 | 10  | "Dead Rails (Trilhos Mortos)"                     | Frank Waldeck   | Gavin Harris                     | 14 de dezembro de 2014  |
| A equipe se depara a um curioso assassinato em que um homem foi morto não uma, mas duas vezes. Convidada especial: Sharon Osbourne como Elise Massey. |     |                                                   |                 |                                  |                         |
| 328 | 11  | "Angle Of Attack (Ângulo de Ataque)"              | Kevin Bray      | M. Scott Veach                   | 21 de dezembro de 2014  |
| Um aparente atropelamento e fuga mata um homem e a investigação leva os CSIs ao mundo da aeronáutica e da tecnologia militar. |     |                                                   |                 |                                  |                         |
| 329 | 12  | "Dead Woods (Madeiras Mortas)"                    | Philip Conserva | Melissa R. Byer e Treena Hancock | 28 de dezembro de 2014  |
| Sara pede para reabrir um caso de assassinato/suicídio de 10 anos atrás, quando a única sobrevivente diz que seu pai, acusado, era inocente. Convidado especial: Dean McDermott como Garth Fogel. |     |                                                   |                 |                                  |                         |
| 330 | 13  | "The Greater Good (O Bem Maior)"                  | Alec Smight     | Christopher Barbour              | 4 de janeiro de 2015    |
| A equipe descobre que o principal suspeito dos assassinatos do Gig Harbor Killer está sendo liberado da prisão por falta de provas. Convidados especiais: Mark-Paul Gosselaar como os gêmeos Jared Briscoe e Paul Winthrop e Mark Valley como Daniel Shaw.                                                                           |     |                                                   |                 |                                  |                         |
| 331 | 14  | "Merchants of Menace (Comerciantes de Ameaças)"   | Claudia Yarmy   | Tom Mularz                       | 25 de janeiro de 2015   |
| Os CSIs investigam um homicídio em uma convenção para pessoas que colecionam macabras recordações de assassinatos. |     |                                                   |                 |                                  |                         |
| 332 | 15  | "Hero to Zero (Herói a Nada) "                    | Frank Waldeck   | Andrew Dettman                   | 25 de janeiro de 2015   |
| Uma jovem vítima vestida como um super-herói é assassinada à noite e o time é chamado para investigar porque alguém queria um agente da lei morto. |     |                                                   |                 |                                  |                         |
| 333 | 16  | "The Last Ride (O Último Passeio)"                | Tim Beavers     | Gavin Harris                     | 27 de janeiro de 2015   |
| A equipe investiga uma morte envolvendo uma Rolls Royce antiga e uma vítima coberta de cromo levando-os a uma disputa familiar. |     |                                                   |                 |                                  |                         |
| 334 | 17  | "Under My Skin (Sob a Minha Pele)"                | Alrick Riley    | Melissa R. Byer e Treena Hancock | 15 de fevereiro de 2015 |
| Quando duas adolescentes são raptadas em Las Vegas, o diretor do laboratório criminal de San Diego pede a ajuda da equipe para encontrar suas duas filhas. Convidados especiais: Lisa Rinna como Tori Nolan |     |                                                   |                 |                                  |                         |
| 335 | 18  | "The End Game (O Jogo Final)"                     | Alec Smight     | Christopher Barbour              | 15 de fevereiro de 2015 |
| A unidade CSI enfrenta o confronto final com o Gig Harbor Killer, cujos motivos são finalmente revelados. Enquanto isso, Nick Stokes toma uma decisão que vai afetar toda a equipe a seguir em frente. Convidados especiais: Mark-Paul Gosselaar como Paul Winthrop, Mark Valley como Daniel Shaw e Eric Roberts como Daniel Larson. |     |                                                   |                 |                                  |                         |